# Provincia de Tomás Barrón
La provincia de Tomás Barrón es una provincia de Bolivia en el departamento de Oruro y cuenta con una población de 5.267 habitantes.

La provincia fue creada mediante Ley de 7 de marzo de 1980, durante el gobierno de Lydia Gueiler Tejada. Su nombre se debe a Tomás Barrón, que el 6 de octubre de 1810 encabezó la rebelión del pueblo orureño contra el poder colonial.

## Historia
La fundación de Eucaliptus se remonta a la construcción del ferrocarril La Paz - Oruro. En sus inicios fue lugar de acopio de traviesas de madera (durmientes de madera) es la primera y más creíble de las historias sobre su fundación; también hay otras que también incluye a la construcción de la línea férrea y los Galpones del Banco Minero de Bolivia

## Municipios
La provincia está compuesta de 1 municipio:
- Eucaliptus

## Geografía
La provincia se ubica en la parte septentrional del departamento de Oruro, al oeste del país. Limita al norte y al oeste con el departamento de La Paz, y al sur y al este con la provincia de Cercado.

## Demografía
De acuerdo con el censo boliviano de 2024, la población de la provincia de Tomás Barrón es de 5 443 habitantes.
La población de la provincia ha cambiado poco en las últimas tres décadas:
| Año  | Habitantes | Fuente |
| ---- | ---------- | ------ |
| 1992 | 5 045      | Censo  |
| 2001 | 5 424      | Censo  |
| 2012 | 5 267      | Censo  |
| 2024 | 5 443      | Censo  |

| Gráfica de evolución demográfica de la provincia de Tomás Barrón entre 1992 y 2012 |
|                                                                                    |
| Fuente: Instituto Nacional de Estadística de Bolivia                               |